# Wippolder (Wateringen)
De Wippolder is een polder en voormalig waterschap in de gemeenten Wateringen en Den Haag, in de Nederlandse provincie Zuid-Holland.
Het waterschap was verantwoordelijk voor de drooglegging en de waterhuishouding in de polder.
De polder is grotendeels bebouwd met woningen die tot Wateringen worden gerekend. De Wippolder grenst in het oosten aan de Schaapweipolder en in het noorden aan de Eskamppolder.